# Tyskland i olympiska vinterspelen 1994
Tyskland deltog i de olympiska vinterspelen 1994 i Lillehammer. Totalt vann de 9 guld, 7 silver och 8 bronsmedaljer.

## Medaljer

### Guld
- Alpin skidåkning
  - Störtlopp damer: Katja Seizinger
  - Storslalom herrar: Markus Wasmeier
  - Super-G herrar: Markus Wasmeier
- Bob
  - Fyrmanna: Karsten Brannasch, Olaf Hampel, Harald Czudaj, Alexander Szelig
- Backhoppning
  - Stor backe: Jens Weißflog
  - Laghoppning: Hansjörg Jäkle, Christof Duffner, Dieter Thoma, Jens Weißflog
- Hastighetsåkning på skridskor
  - 5 000 m damer: Claudia Pechstein
- Rodel
  - Singel herrar: Georg Hackl
- Skidskytte
  - Stafett herrar: Ricco Groß, Frank Luck, Mark Kirchner, Sven Fischer

### Silver
- Alpin skidåkning
  - Storslalom damer: Martina Ertl
- Backhoppning
  - Stor backe: Jens Weißflog
- Hastighetsåkning på skridskor
  - 1 000 m damer: Anke Baier
  - 5 000 m damer: Gunda Niemann
- Rodel
  - Singel damer: Susi Erdmann
- Skidskytte
  - 20 km herrar: Frank Luck
  - 10 km herrar: Ricco Groß
  - Stafett damer: Uschi Disl, Antje Harvey, Simone Greiner-Petter-Memm, Petra Schaaf

### Brons
- Bob
  - Fyrmanna: Ulf Hielscher, Wolfgang Hoppe, René Hannemann, Carsten Embach
- Backhoppning
  - Normal backe: Dieter Thoma
- Hastighetsåkning på skridskor
  - 500 m damer: Franziska Schenk
  - 1 500 m damer: Gunda Niemann
  - 3 000 m damer: Claudia Pechstein
- Rodel
  - Dobbel herrar: Stefan Krauße, Jan Behrendt
- Skidskytte
  - 15 km damer: Uschi Disl
  - 20 km herrar: Sven Fischer